# Johannes van Dijk
Johannes Wilhelmus Maria van Dijk (Amsterdam, 4 luglio 1868 – Amsterdam, 25 agosto 1938) è stato un canottiere olandese.

## Carriera
Johannes van Dijk partecipò ai Giochi olimpici di Parigi 1900 con la squadra Minerva Amsterdam nella gara di otto, in cui conquistò la medaglia di bronzo.

## Palmarès
| Anno | Manifestazione  | Sede   | Evento | Risultato |
| ---- | --------------- | ------ | ------ | --------- |
| 1900 | Giochi olimpici | Parigi | Otto   | Bronzo    |